# Tanács Márton
Tanács Márton, piarista rendi nevén Tanács Alajos (Vác, 1826. szeptember 23. (keresztelés) – Budapest, 1888. március 27.) piarista szerzetes, városi tanácsos, korrektor.

## Életútja
Tanács Márton és Dányi Anna polgári szülők gyermeke. Szülővárosában végezte a gimnáziumot, majd a kegyes tanítórendbe lépett és Privigyén kitöltvén a novíciátusi évet, Kisszebenbe rendeltetett tanári gyakorlatra. Később  Kolozsvárott volt tanár. 
1848-49-ben mint utász-főhadnagy részt vett a szabadságharcban; azután besorozták egy cseh gyalogezredbe és Lombardiába vitték, ahol megtanult olaszul. Két év múlva elbocsátották és 1854 és 1858 között gróf Károlyi Györgynél nevelő volt, később pedig a Károlyi-uradalom ügyésze. Ezután Vácon aljegyző, 1872 végén pedig tanácsos lett. Később Pestre került, ahol a Lonkay Magyar Államánál korrektor volt. Halálát tüdővész okozta. Felesége Linert Borbála volt, akivel 1864. május 4-én kötött házasságot a váci Szent Mihály-templomban.
A falu árvája c. elbeszélését (a Családi Lapokban) a Szent István Társulat 16 arannyal jutalmazta. Elbeszéléseket és rajzokat írt a Hölgyfutárba, melynek rendes munkatársa volt (1852. Uti képek Olaszországból és beszélyek, 1853-54., 1857, 1864 elbeszélések), a Divatcsarnokba (1853, 1857 elb.), a Családi Körbe 1853, 1857), a Családi Lapokba (1857), Szépirodalmi Közlönybe (1858) és a Koszorúba (1864-65); írt a Kalocsai Lapokba is. 1863-ban hirdetett előfizetést két kötetnyi elbeszéléseire.
Álneve: Cserhalmi.